# 신병현
신병현(申秉鉉，1921년 2월 7일 황해도 장연군 ~ 1999년 4월 4일 미국 워싱턴 D.C.)은 대한민국의 부총리 겸 경제기획원 장관, 한국은행 총재, 상공부 장관 등을 지낸 경제관료이다. 국무총리 권한대행을 하기도 하였다. 아메리칸 대학교 및 동대학원 학석사학위 취득하였으며 컬럼비아 대학교 대학원 경제학박사학위를 취득하였다.
일본 제국 내지 후쿠시마 고등상업학교를 졸업하여 1943년 조선은행에 입행하였다. 1956년 한국은행 조사부장(調査部長)에 취임하였으며 1961년 주미국 대한민국 대사관 참사관이 되었다. 1970년부터 1975년까지는 국제부흥개발은행 이사 겸 고문을 맡았다.

## 가족 관계
- 장남 신영철은 코오롱그룹 이원만 명예회장의 딸과 혼인하였으며 봉명그룹 이동녕 회장과도 사돈관계를 맺고 있다.
- 부인은 이성숙이다.